# Clinotarsus alticola
Clinotarsus alticola – gatunek płaza bezogonowego z rodziny żabowatych (Ranidae). Zamieszkuje Indie i Bangladesz. Nie jest zagrożony wyginięciem.

## Systematyka
W starszych ujęciach systematycznych gatunek ten był szerzej ujmowany niż obecnie, ale w 2015 roku populacja zasiedlająca Półwysep Malajski, w oparciu o badania genetyczne i morfologiczne kijanek, została wydzielona do odrębnego gatunku – Clinotarsus penelope.

## Rozmieszczenie geograficzne
W obrębie Indii Clinotarsus alticola zamieszkuje północny wschód kraju, IUCN wymienia tutaj stany Meghalaya, Asam, Mizoram, Nagaland, Tripura i Bengal Zachodni; stwierdzenia ze stanu Sikkim uznane zostały za wątpliwe. W Bangladeszu płaza spotyka się na północy i południowym wschodzie kraju. Raz został odnotowany w Bhutanie. Możliwe, że występuje też w Nepalu, ale nie zostało to jeszcze potwierdzone.

## Ekologia
Zwierzę występuje na wysokościach do 1000 m nad poziomem morza. Jego siedliskiem są nadbrzeżne trawy i krzaki w wiecznie zielonych lasach. Kijanki zamieszkują duże strumienie z głazami i piaszczystym dnem. Wedle IUCN  kijanki tego gatunku są charakterystyczne i trudno je przeoczyć.

## Status zagrożenia i ochrona
W Czerwonej księdze gatunków zagrożonych IUCN Clinotarsus alticola jest uznawany za gatunek najmniejszej troski (LC, ang. Least Concern). Osobniki dorosłe spotyka się okazjonalnie, jednak w pewnych okolicach nie należy on do rzadkich płazów. Trend całkowitej populacji tego zwierzęcia trudno jest ocenić. W Bangladeszu ze względu na utratę siedlisk i odłów jego liczebność zmniejsza się.
IUCN wśród zagrożeń dla tego przedstawiciela bezogonowych wymienia wylesianie oraz zanieczyszczenie wody spowodowane ściekami rolniczymi i komunalnymi. W Bangladeszu osobniki dorosłe oraz kijanki poławiane są w celach konsumpcyjnych.
Zwierzę spotyka się w rejonach chronionych. Na terenie Bangladeszu zamieszkuje parki narodowe Baroiyadhala, Lawachara i Satchari, w Indiach zaś, gdzie obejmuje go ochrona prawna, Park Narodowy Mouling i Rezerwat Biosfery Dihang-Dibang.